# Andreu Linares
Andreu Linares Rodríguez (Barcellona, 24 febbraio 1975) è un ex giocatore di calcio a 5 spagnolo; con la Spagna è stato campione del mondo nel 2004 e campione europeo nel 2005 e nel 2007.

## Carriera
Laterale d'attacco, ha militato – spesso in coppia con il gemello Joan – in alcune delle migliori società spagnole. Ha vinto numerose competizioni nazionali e internazionali, tra le quali spiccano cinque campionati, tre Coppe di Spagna, quattro supercoppe, due Coppe UEFA, una Coppa delle Coppe e quattro Coppe Intercontinentali. Al termine della stagione 1996-97 è stato premiato come giocatore rivelazione della División de Honor, mentre nel 2000 e nel 2002 è stato eletto miglior ala sinistra.

## Palmarès

### Club

#### Competizioni nazionali
- Campionato spagnolo: 5
Castellón: 2000-01
Inter: 2002-03, 2003-04, 2004-05, 2007-08
- Coppa di Spagna: 3
Inter: 2003-04, 2004-05, 2006-07
- Supercoppa di Spagna: 4
Inter: 2002, 2003, 2005, 2007

#### Competizioni internazionali
- Coppa UEFA: 2
Inter: 2003-04, 2005-06
- Coppa Intercontinentale: 4
Inter: 2005, 2006, 2007, 2008
- European Champions Tournament: 1
Castellón: 2001

### Nazionale
- Campionato mondiale: 1

Taipei Cinese 2004
- Campionato d'Europa: 2

Repubblica Ceca 2005, Portogallo 2007